# Semna

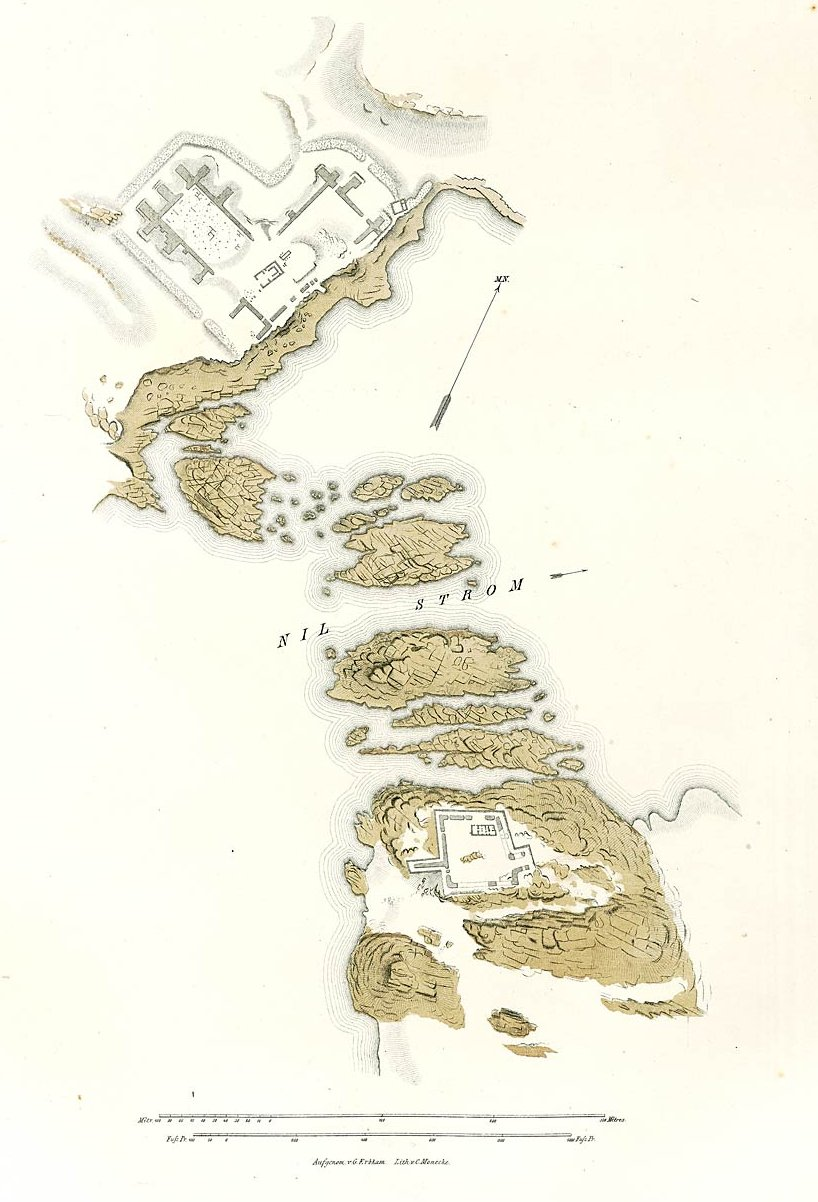
Semna i Kumma (Lepsius)

Semna fou un establiment egipci a Núbia, a uns 50 km al sud de la segona cascada del Nil i de Buhen, i a uns 30 km de la fortalesa menor de Mirgissa o Mirguissa. Estava a la riba oest del Nil i correspon a la moderna Batn al-Hajjar, al Sudan.
Semna fou el punt més meridional de la dominació egípcia a Núbia durant l'imperi Mitjà.
La fortalesa fou construïda per Senusret III vers el 1850 aC o una mica després, però potser ja s'havia iniciat abans. Fou evacuada amb la invasió dels hicsos, vers el 1650 aC o poc abans.
A 1 km al sud, fou construïda una altra fortalesa coneguda com a Semna del sud. L'una sembla que era militar i l'altra comercial. Al davant, la cascada de Semna on es va bastir la fortalesa de Kumma, i més al sud (a uns 5 km), la cascada d'Attiri.
Avui dia, aquestes fortaleses han quedat colgades per les aigües del llac Nasser arran de la construcció de la presa d'Assuan i els temples de Dedwen i Sesostris III van ser desmuntats i reconstruïts al Museu Nacional del Sudan.